# جام یوفا ۰۴–۲۰۰۳
جام یوفا ۰۴–۲۰۰۳، سی و سومین فصل از جام یوفا، مسابقات فوتبال باشگاهی سطح دوم اروپا بود که توسط یوفا سازماندهی شد و با قهرمانی والنسیا به پایان رسید.